# Alloneottiosporina
Alloneottiosporina är ett släkte av svampar. Alloneottiosporina ingår i divisionen sporsäcksvampar och riket svampar.